# Liste de films tournés dans le département de la Haute-Loire
Un certain nombre d'œuvres cinématographiques et télévisuelles ont été tournées dans le département de la Haute-Loire.
Voici une liste (non exhaustive) de films, téléfilms, feuilletons télévisés, films documentaires… tournés dans le département de la Haute-Loire, classés par commune et lieu de tournage et date de diffusion.
- Haut – A
- B
- C
- D
- E
- F
- G
- H
- I
- J
- K
- L
- M
- N
- O
- P
- Q
- R
- S
- T
- U
- V
- W
- X
- Y
- Z

## A
- Allègre :
  - 2006 : Le Piano oublié[1], téléfilm français de Henri Helman. Allègre est renommée Sainte-Cécile.

- Haut – A
- B
- C
- D
- E
- F
- G
- H
- I
- J
- K
- L
- M
- N
- O
- P
- Q
- R
- S
- T
- U
- V
- W
- X
- Y
- Z

## B
- Blassac :
  - 2011 : Derrière les murs, de Julien Lacombe et Pascal Sid

- Blesle :
  - Deux épisodes de la série L'Instit avec Gérard Klein.
  - 2011 : La Nouvelle Guerre des boutons de Christophe Barratier

- Brioude :
  - 2005 : Papa de Maurice Barthélemy[2]
  - 2007 : 664 km d'Arnaud Bigeard[3]

- Haut – A
- B
- C
- D
- E
- F
- G
- H
- I
- J
- K
- L
- M
- N
- O
- P
- Q
- R
- S
- T
- U
- V
- W
- X
- Y
- Z

## C
- Chanaleilles
  - 2005 : Saint-Jacques... La Mecque de Coline Serreau
- Le Chambon-sur-Lignon
  - 1975 : Les Charmes de l'été feuilleton télévisé de Robert Mazoyer
  - 1994 : La colline aux mille enfants téléfilm de Jean-Louis Lorenzi
  - 1989 : Les armes de l'esprit de Pierre Sauvage

- Haut – A
- B
- C
- D
- E
- F
- G
- H
- I
- J
- K
- L
- M
- N
- O
- P
- Q
- R
- S
- T
- U
- V
- W
- X
- Y
- Z

## G
- Grèzes
  - 2005 : Saint-Jacques... La Mecque de Coline Serreau.

- Haut – A
- B
- C
- D
- E
- F
- G
- H
- I
- J
- K
- L
- M
- N
- O
- P
- Q
- R
- S
- T
- U
- V
- W
- X
- Y
- Z

## L
- Lavaudieu :
  - 2004 : Les Rivières pourpres 2 : Les Anges de l'apocalypse de Olivier Dahan
  - 2011 : La Nouvelle Guerre des boutons de Christophe Barratier

- Lavoûte-Chilhac
  - 2010 : Derrière les murs de Julien Lacombe et Pascal Sid
  - 2011 : La Nouvelle Guerre des boutons de Christophe Barratier

- Le Puy-en-Velay :
  - 2005-2009 : diverses scènes de la série Kaamelott, celles du rocher et de l'épée Excalibur.
  - 2005 : Saint-Jacques... La Mecque de Coline Serreau

- Haut – A
- B
- C
- D
- E
- F
- G
- H
- I
- J
- K
- L
- M
- N
- O
- P
- Q
- R
- S
- T
- U
- V
- W
- X
- Y
- Z

## M
- Malvières

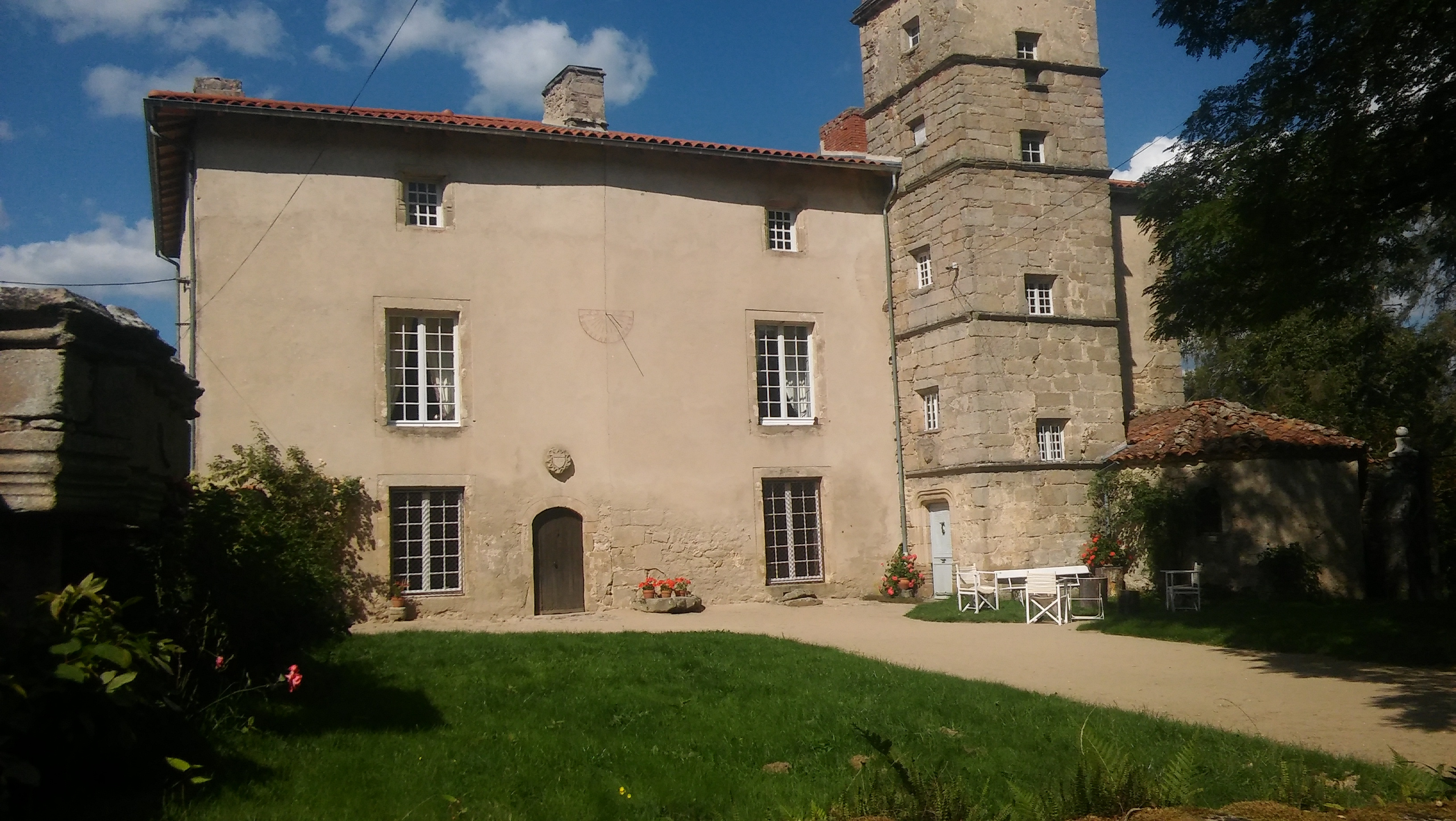
Le château de Folgoux à Malvières, lieu de tournage de Gaspard des montagnes

  - 1965 : Gaspard des montagnes mini-série de Jean-Pierre Decourt (Château de Folgoux)

- Haut – A
- B
- C
- D
- E
- F
- G
- H
- I
- J
- K
- L
- M
- N
- O
- P
- Q
- R
- S
- T
- U
- V
- W
- X
- Y
- Z

## P
- Pont-Salomon
  - 2020 : Eiffel de Martin Bourboulon

- Haut – A
- B
- C
- D
- E
- F
- G
- H
- I
- J
- K
- L
- M
- N
- O
- P
- Q
- R
- S
- T
- U
- V
- W
- X
- Y
- Z

## S
- Saint-Ilpize
  - 2002 : La Victoire des vaincus de Nicolas Picard
  - 2001 : "Le Frère du Guerrier " de Pierre Jolivet.

- Haut – A
- B
- C
- D
- E
- F
- G
- H
- I
- J
- K
- L
- M
- N
- O
- P
- Q
- R
- S
- T
- U
- V
- W
- X
- Y
- Z

## T
- Tence
  - 2010 : Opération 118 318, sévices clients de Julien Baillargeon

- Haut – A
- B
- C
- D
- E
- F
- G
- H
- I
- J
- K
- L
- M
- N
- O
- P
- Q
- R
- S
- T
- U
- V
- W
- X
- Y
- Z

## V
- Villeneuve-d'Allier
  - 2002 : La Victoire des vaincus de Nicolas Picard

- Haut – A
- B
- C
- D
- E
- F
- G
- H
- I
- J
- K
- L
- M
- N
- O
- P
- Q
- R
- S
- T
- U
- V
- W
- X
- Y
- Z